# Manfred Wolke
Manfred Wolke (ur. 14 stycznia 1943 w Poczdamie-Babelsbergu, zm. 29 maja 2024 we Frankfurcie nad Odrą) – wschodnioniemiecki bokser, mistrz olimpijski z 1968.
Przez niemal całą karierę startował w kategorii półśredniej (do 67 kg). Zdobył w niej srebrny medal na mistrzostwach Europy w 1967 w Rzymie, gdzie wygrał m.in. w eliminacjach z Wiesławem Rudkowskim, a w finale przegrał z Bohumilem Němečkiem z Czechosłowacji.
Na letnich igrzyskach olimpijskich w 1968 w Meksyku zdobył złoty medal wygrywając w finale z Josephem Bessalą z Kamerunu. Odpadł w ćwierćfinale mistrzostw Europy w 1969 w Bukareszcie po porażce z reprezentantem gospodarzy Victorem Zilbermanem. W tym samym roku zwyciężył w Mistrzostwach Armii Zaprzyjaźnionych w Kijowie.
Zdobył srebrny medal na mistrzostwach Europy w 1971 w Madrycie, po wygranej m.in. w eliminacjach z Ryszardem Petkiem i porażce w finale z Wegrem Jánosem Kajdim. Na igrzyskach olimpijskich w 1972 w Monachium był chorążym reprezentacji NRD. Nie zdobył medalu przegrywając przez nokaut w drugiej walce z późniejszym mistrzem Emilio Coreą z Kuby. Wkrótce potem zakończył karierę bokserską.
Wolke był mistrzem NRD w wadze półśredniej w latach 1967–1970 oraz w wadze lekkośredniej (do 71 kg) w 1971.
Później pracował jako trener, opiekując się m.in. takimi zawodnikami, jak Rudi Fink czy Henry Maske.
Zmarł 29 maja 2024 w domu opieki we Frankfurcie nad Odrą.